# Родригиш, Жозе
Жозе Родригиш да Карвальо (порт. José Rodrigues de Carvalho, род. 16 июля 1828 Лиссабон — ум. 19 октября 1887 г. Лиссабон) — португальский художник романтического, а позднее — реалистического направлений.

## Жизнь и творчество
Родился в семье Жозе Аполлинарио да Карвальо и Марии Леонарды, крещён 21 сентября 1828 года по имени крёстного отца Жозе Родригеса. В 1841 году поступает в художественную школу при монастыре Сан-Францишку. Сохранилась одна из его гравюр, созданная в тот период (1842 года). В 1843 году впервые участвует в выставке учащихся. В 1845—1846 годы студентом изучает такой жанр, как историческая живопись, и за свои работы в этой области получает награду. Позднее и сам Жозе Родригиш занимается преподавательской деятельностью и имеет учеников.
Получив художественное образование, работает преимущественно в области портретной живописи, обеспечивавшей мастеру необходимые для жизни средства. В то же время пишет также полотна, посвящённые жанровым сценкам и исторические полотна. Награждён многочисленными медалями и прочими знаками отличия за своё творчество. Участвовал в выставке-триеннале в португальской столице в 1849 году, за которое был удостоен золотой медали королевы Марии II. Одна из наиболее известных работ художника, «Бедные уличные музыканты» (O Pobre Rabequista), была впервые выставлена на парижской Всемирной выставке 1855 года, а на организованной в 1869 году в Опорто международной выставке искусств, подготовленной экс-королём Фернанду II, завоевала серебряную медаль. В августе 1849 года картина художника «Святой Гавриил и пророк Даниил» была отмечена португальской Академией изящных искусств золотой медалью. Был награждён также серебряной медалью на выставке, организованной португальским Союзом промышленников. В 1865 году становится «почётным академиком» Академии изящных искусств.
Автор портретов ряда королей Португалии, кардиналов, представителей лиссабонского высшего света.

## Галерея

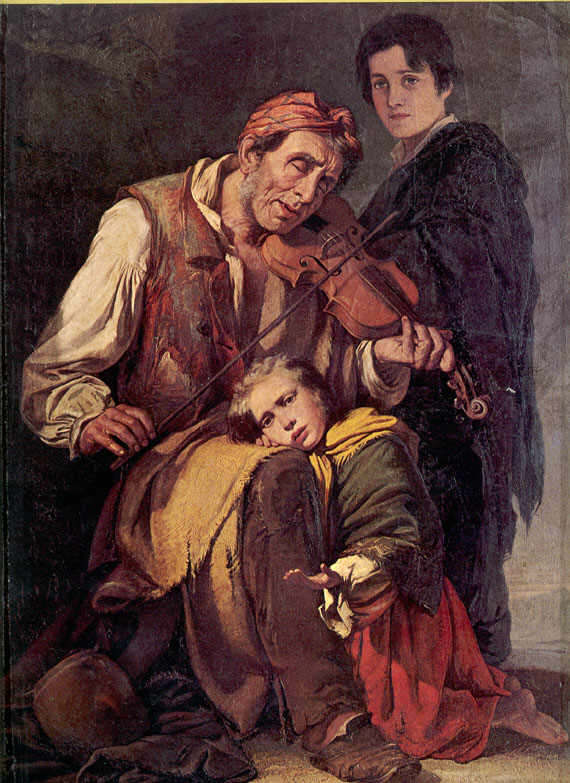
«Бедные уличные музыканты» (1855)
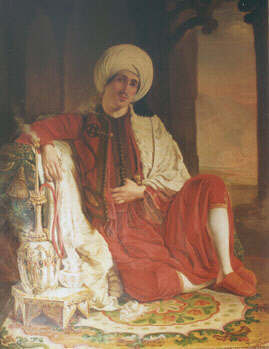
«Из жизни на Востоке»
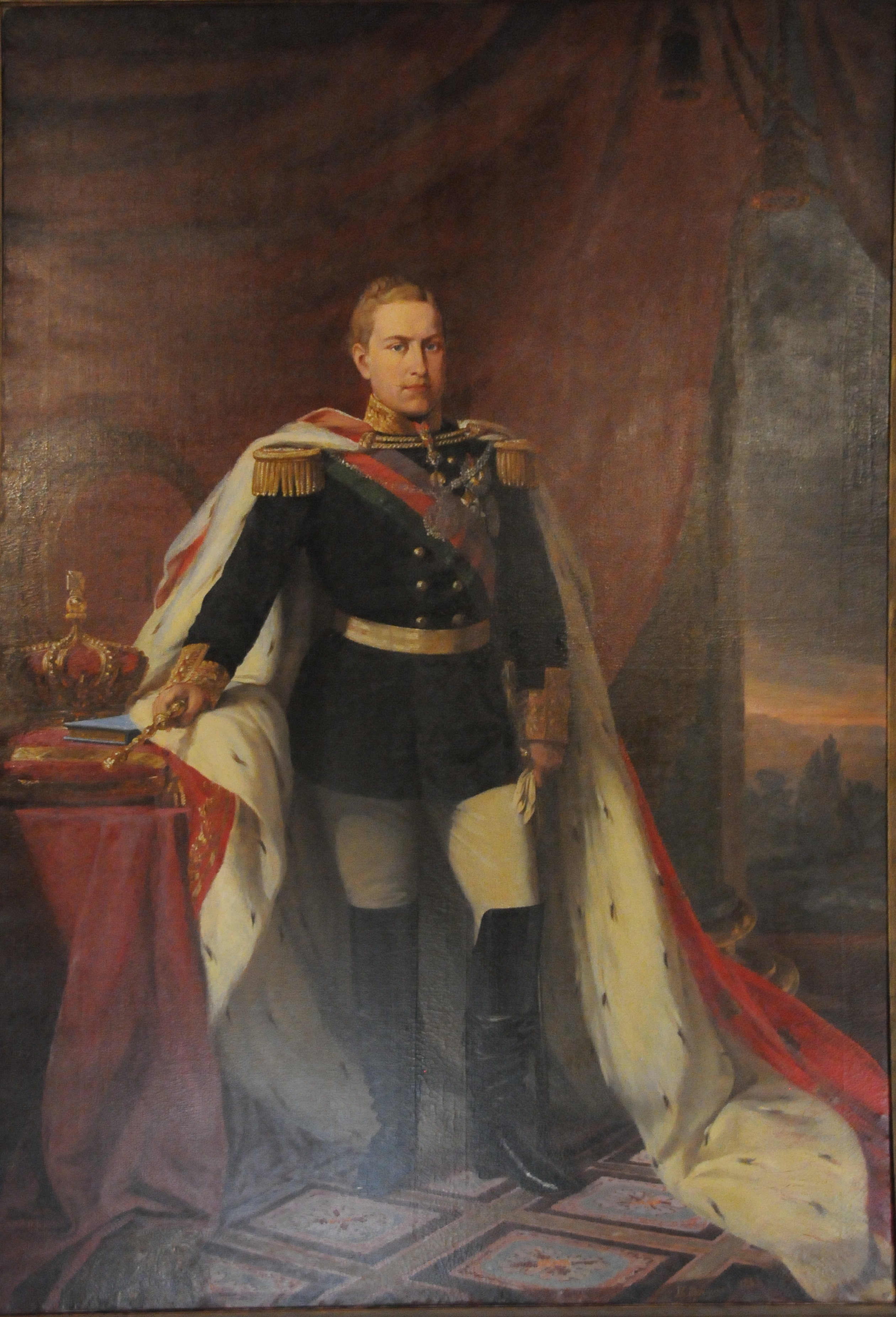
Портрет короля Луиса I (1866)
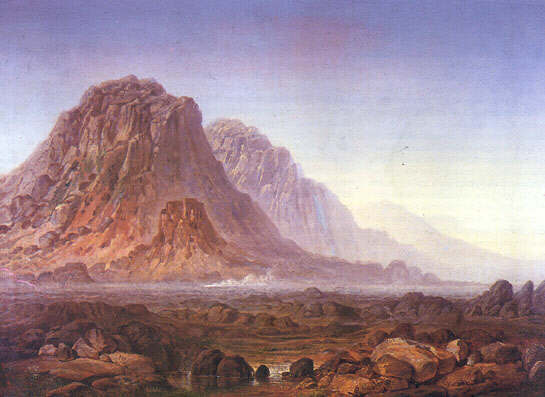
«Скалы  Манчи»
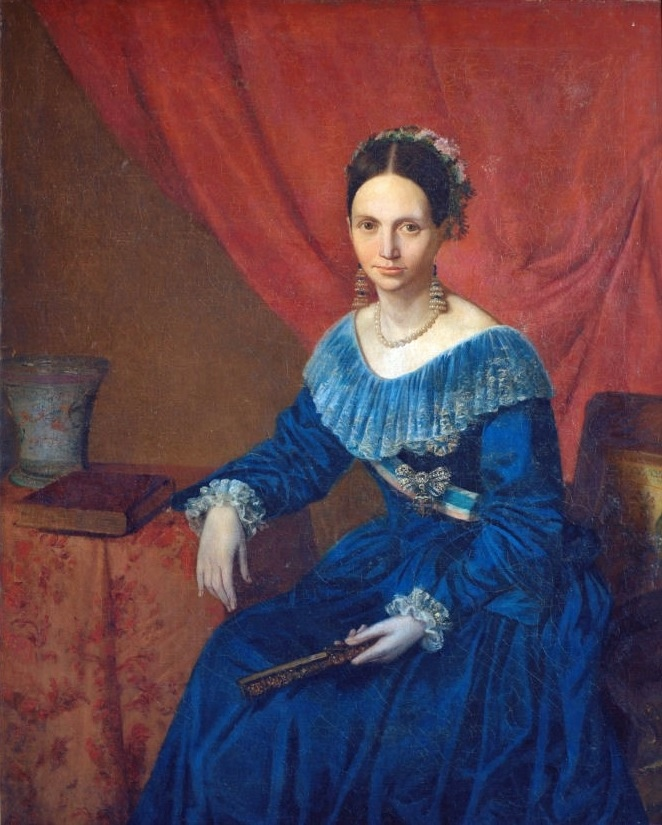
Портрет Изабеллы-Марии (1857)
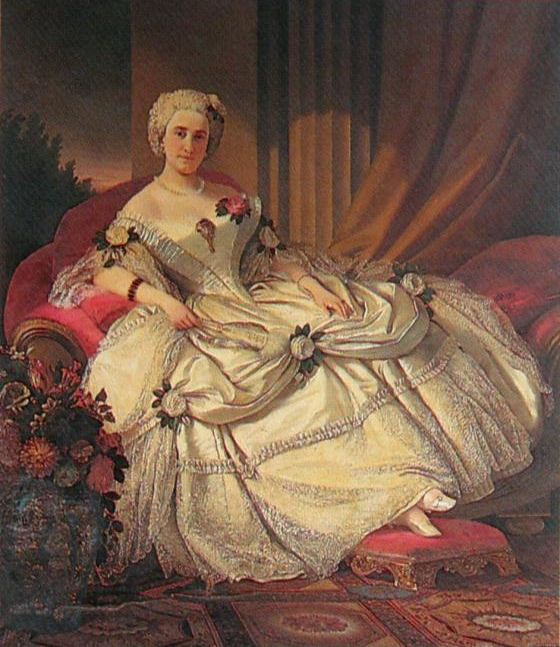
Портрет Марии-Мадалены, графини де Фарробо, перед маскарадом (ок. 1860)